# ベンベン (歌手)
ベンベン（英: BamBam、朝: 뱀뱀、泰: แบมแบม、1997年5月2日 - ）は、タイ出身の歌手。ボーイズグループGOT7のメンバーでソロ活動もしている。

## プロフィール
- 本名：カンピムック・ブワクル（กันต์พิมุกต์ ภูวกุล、Kunpimook Bhuwakul)
- 生年月日：1997年5月2日
- 血液型：B型
- 身長：178cm
- 出身地：タイ王国 バンコク
- ポジション：サブラッパー

## フィルモグラフィー

### 映画
- 2012 - Fairy Tale Killer

### テレビドラマ
- 2015 - Dream Knight
- 2016 - Don't Dare to Dream[4]